# Нан (Таїланд)
Нан (тай. น่าน) — місто на півночі Таїланду, адміністративний центр однойменної провінції. Населення — 20 413 чоловік (2005) з 81 277 жителів мианг-ампхоє.

## Географія
Місто розташоване недалеко від кордону з Лаосом на правому березі річки Нан і відоме здавна. Територія вкрита густими лісами і орними землями, використовуваними, в основному, для сільського господарства.

### Клімат
Місто знаходиться у зоні, котра характеризується кліматом тропічних саван. Найтепліший місяць — квітень із середньою температурою 29.4 °C (85 °F). Найхолодніший місяць — січень, із середньою температурою 21.1 °С (70 °F).
| Клімат Нана             | Клімат Нана | Клімат Нана | Клімат Нана | Клімат Нана | Клімат Нана | Клімат Нана | Клімат Нана | Клімат Нана | Клімат Нана | Клімат Нана | Клімат Нана | Клімат Нана | Клімат Нана |
| Показник                | Січ.        | Лют.        | Бер.        | Квіт.       | Трав.       | Черв.       | Лип.        | Серп.       | Вер.        | Жовт.       | Лист.       | Груд.       | Рік         |
| Абсолютний максимум, °C | 35          | 37          | 40          | 42          | 42          | 37          | 37          | 35          | 35          | 35          | 36          | 35          | 42          |
| Середній максимум, °C   | 30          | 32          | 35          | 37          | 35          | 33          | 32          | 31          | 32          | 32          | 31          | 29          | 32          |
| Середня температура, °C | 21          | 23          | 26          | 29          | 29          | 28          | 27          | 27          | 27          | 26          | 24          | 21          | 26          |
| Середній мінімум, °C    | 12          | 15          | 17          | 21          | 23          | 23          | 23          | 23          | 23          | 21          | 18          | 14          | 20          |
| Абсолютний мінімум, °C  | 5           | 7           | 10          | 16          | 20          | 20          | 22          | 21          | 20          | 16          | 8           | 5           | 5           |
| Норма опадів, мм        | 0           | 10          | 20          | 80          | 140         | 120         | 200         | 260         | 210         | 50          | 10          | 0           | 1160        |
| Днів з дощем            | 0           | 1           | 2           | 5           | 5           | 9           | 12          | 14          | 11          | 5           | 3           | 0           | 71          |
| Вологість повітря, %    | 74          | 69          | 65          | 65          | 73          | 79          | 81          | 84          | 84          | 83          | 79          | 78          | 76          |
| ----------------------- | ----------- | ----------- | ----------- | ----------- | ----------- | ----------- | ----------- | ----------- | ----------- | ----------- | ----------- | ----------- | ----------- |
| Джерело: Weatherbase    |             |             |             |             |             |             |             |             |             |             |             |             |             |

## Історія
До XVI століття він був частиною невеликого царства, яке мало обмежені зовнішні відносини. Пізніше він став територією Лансангу, що простягалася на території сучасних Лаосу і Таїланду. До кінця XVI століття місто увійшло як одне з князівств держави Ланна. У 1558-1786 рр місто знаходиться під владою бірманців. Після, аж до 1931 року Нан з навколишньою територією був напівзалежної територією Сіаму, після чого став частиною тайської держави.

## Економіка

### Транспорт
З Бангкоком, розташованим в 670 км на південь, місто пов'язують авіарейси чотири рази на тиждень. З сусідніми містами існує регулярне автобусне сполучення. Місцевий транспорт включає сонгтхеви, авторикши, тук-туки.

## Визначні пам'ятки

### Ват Пхра Зат Че Хаенг

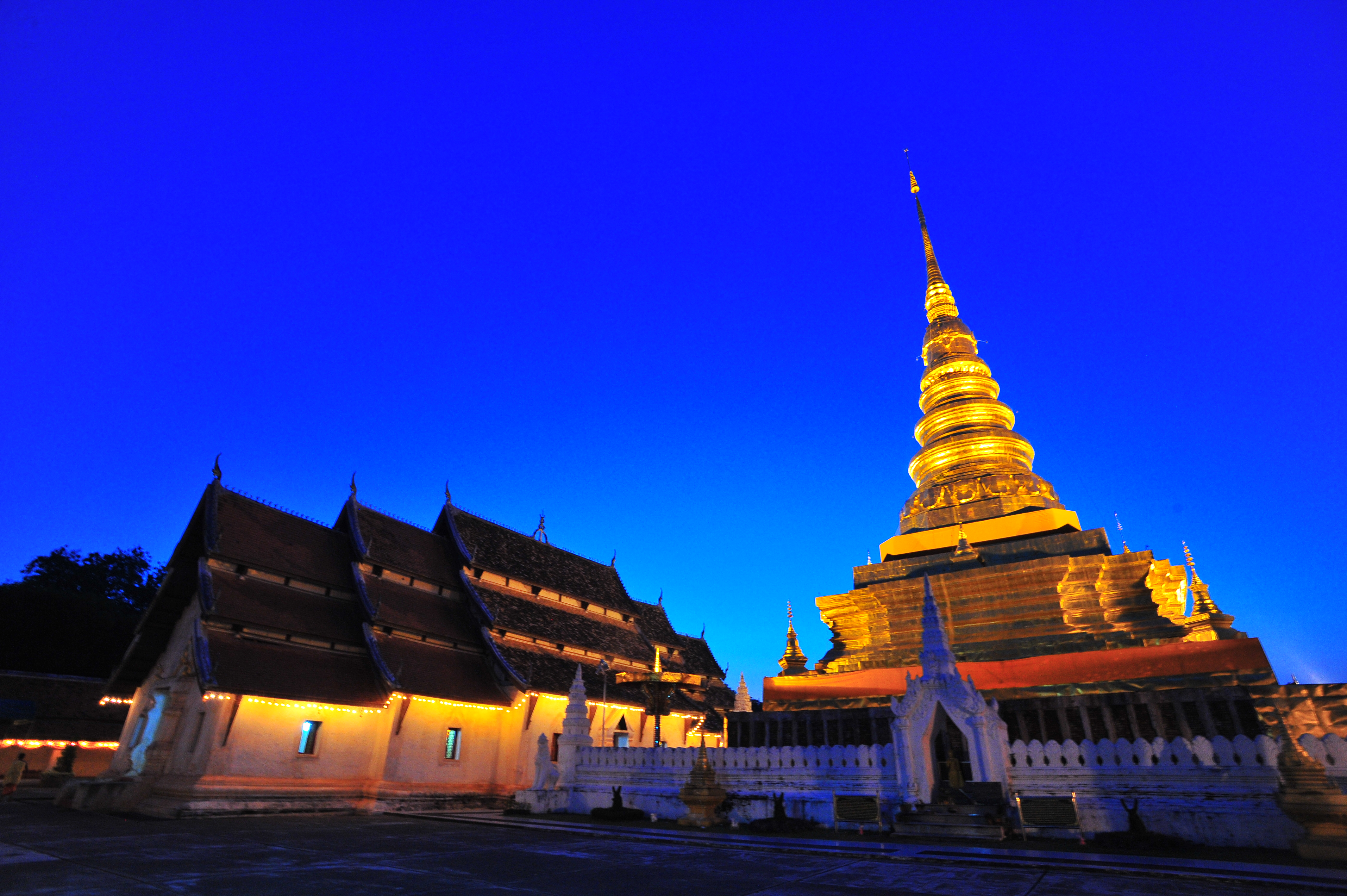
Пхра Зат Че Хаенг

В двох кілометрах від моста, який простягається через річку Нань, направляючись на південь за місто, розташований храм, який датується 1355 роком і був побудований під час правління Прей Кан Муанг. Це найбільш священний Ват в провінції Нань. Він розташований в квадратній обгородженій території на вершині пагорбу з видом на Нан і долину. Має триярусний дах з різьбленими дерев'яними карнизами і рельєфами дракона над дверима. Позолочений Ханді в стилі Ланни сидить на великій квадратній базі, його сторони довжиною 22,5 м. Ступа висотою 55,5 м.

### Ват Суан Тан

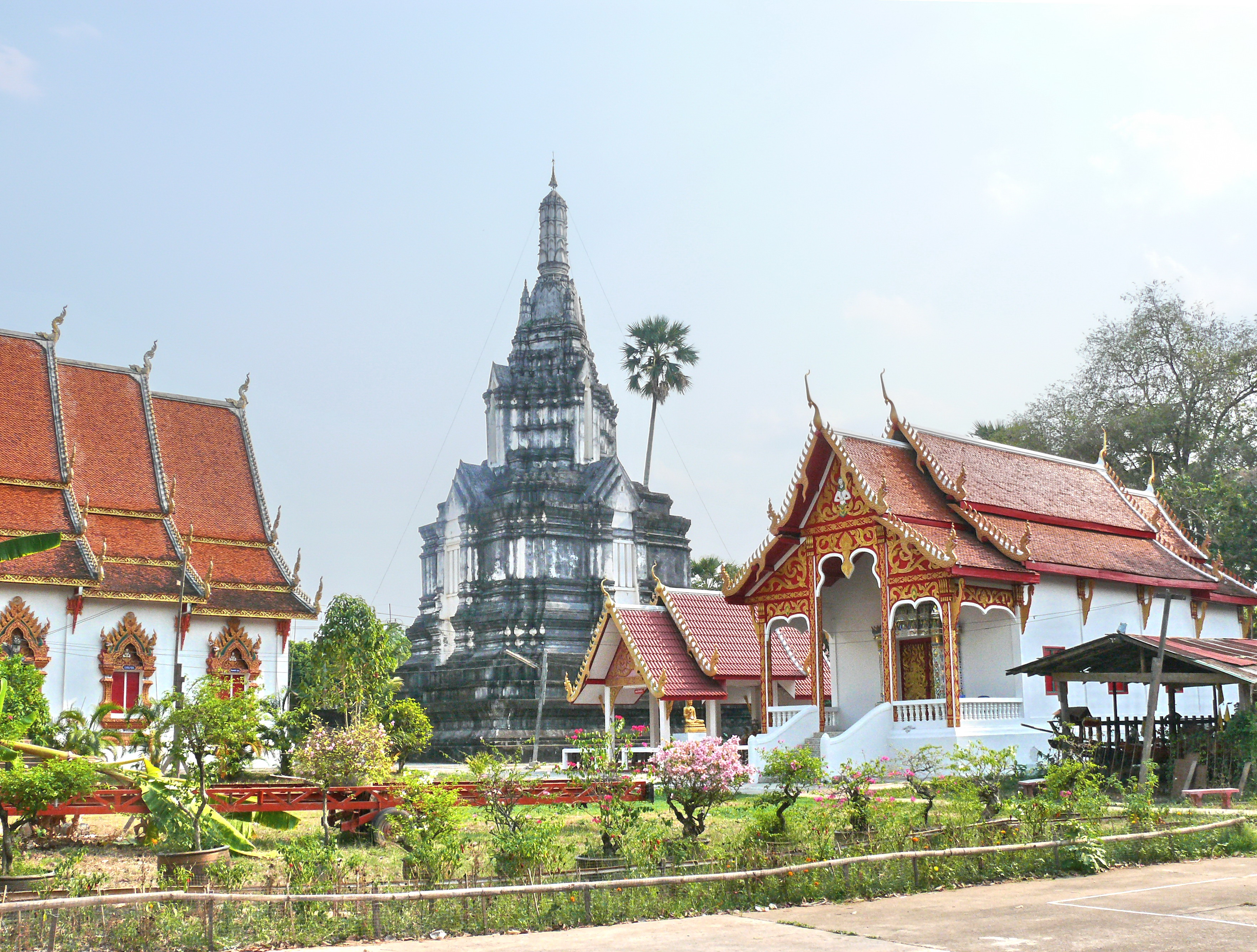
Суан Тан

Імовірно, заснований в 1456 році, Ват Суан Тан складаєтьяс з цікавої чеді 15-го століття (висотою 40 м), у якому поєднуються мотиви індуїстського/кхмерського стилю (чеді в формі пранга) і, очевидно, мотив в стилі Сукхотай в формі бутонів лотоса, змінений до його нинішньої форми в 1914 році. В сильно відновленому віхані міститься Пхра Хао Сонг Тхіпун, рання бронзова статуя в стилі Сукхотай, сидячий Будда в позі Бхуміспарса мудра. Він має роззміри 4,10 м і міг бути замовлений монархом Чіангмая Тілокараджом після його завоювання Нану в 1449 році.
У місті в даний час діє музей, збереглися стародавні будівлі, у тому числі старі вати і міська стіна. Традиційними є і перегони на тайських човнах старого зразка по річці Нан.

## Зображення

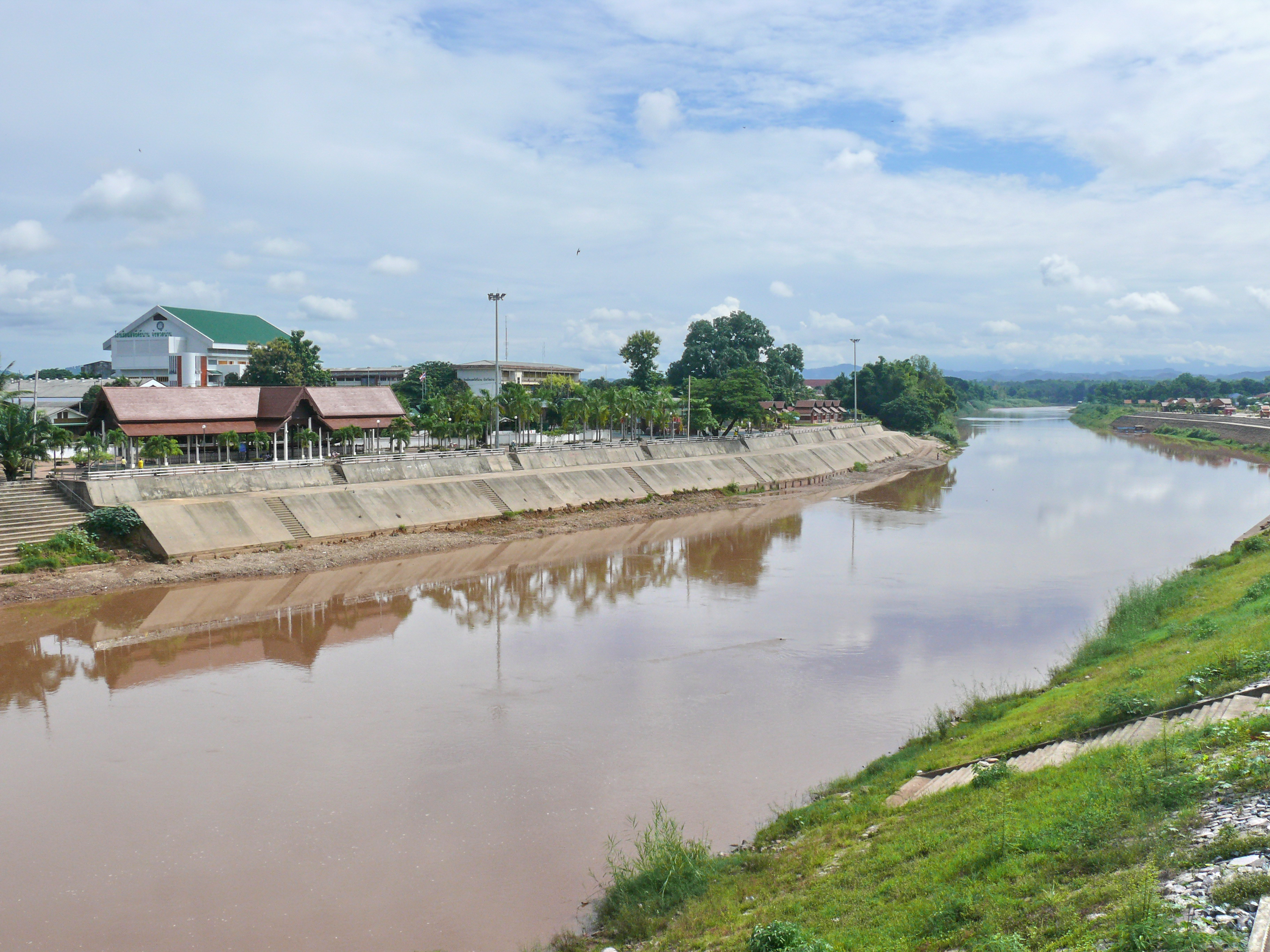
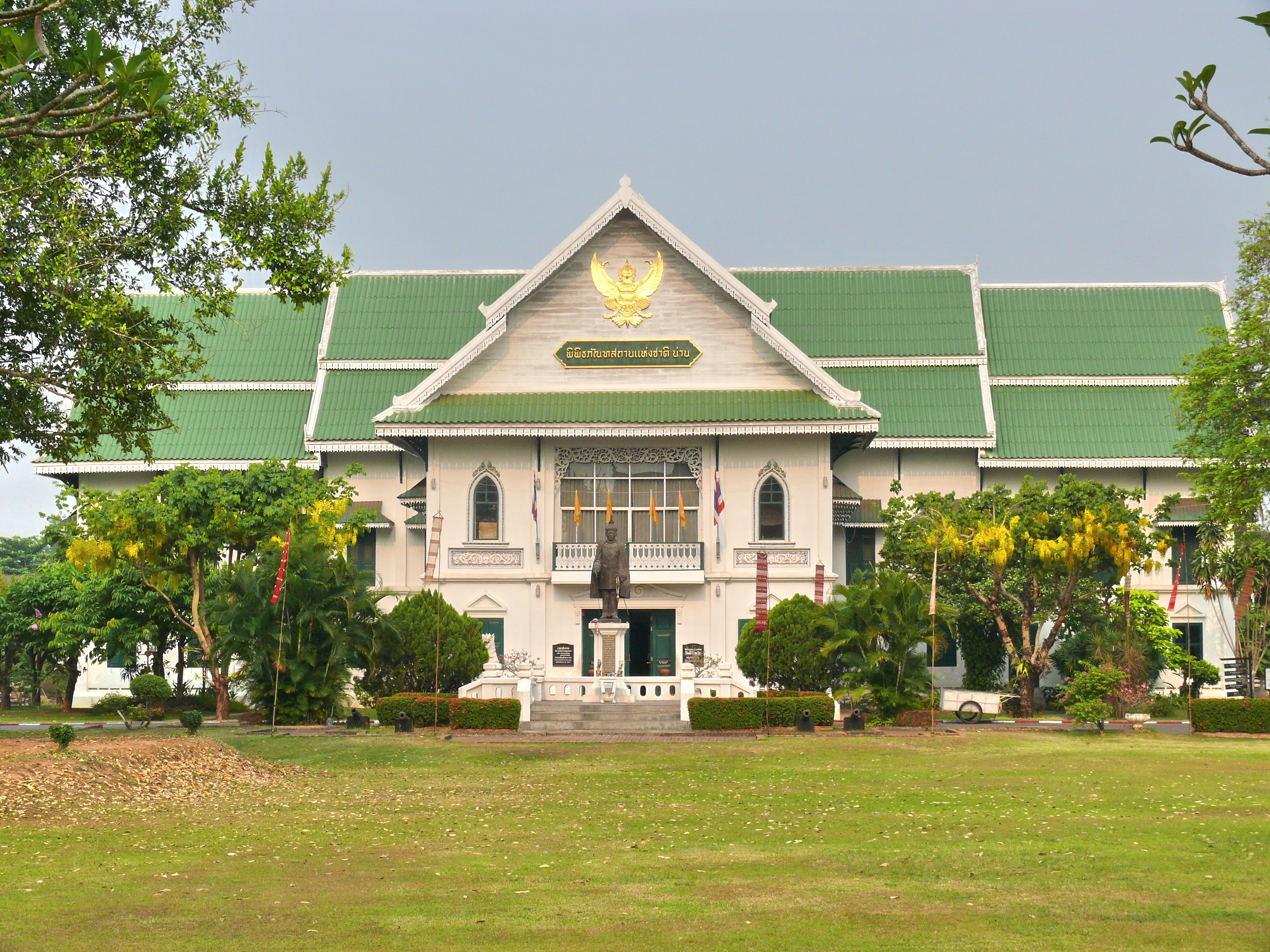
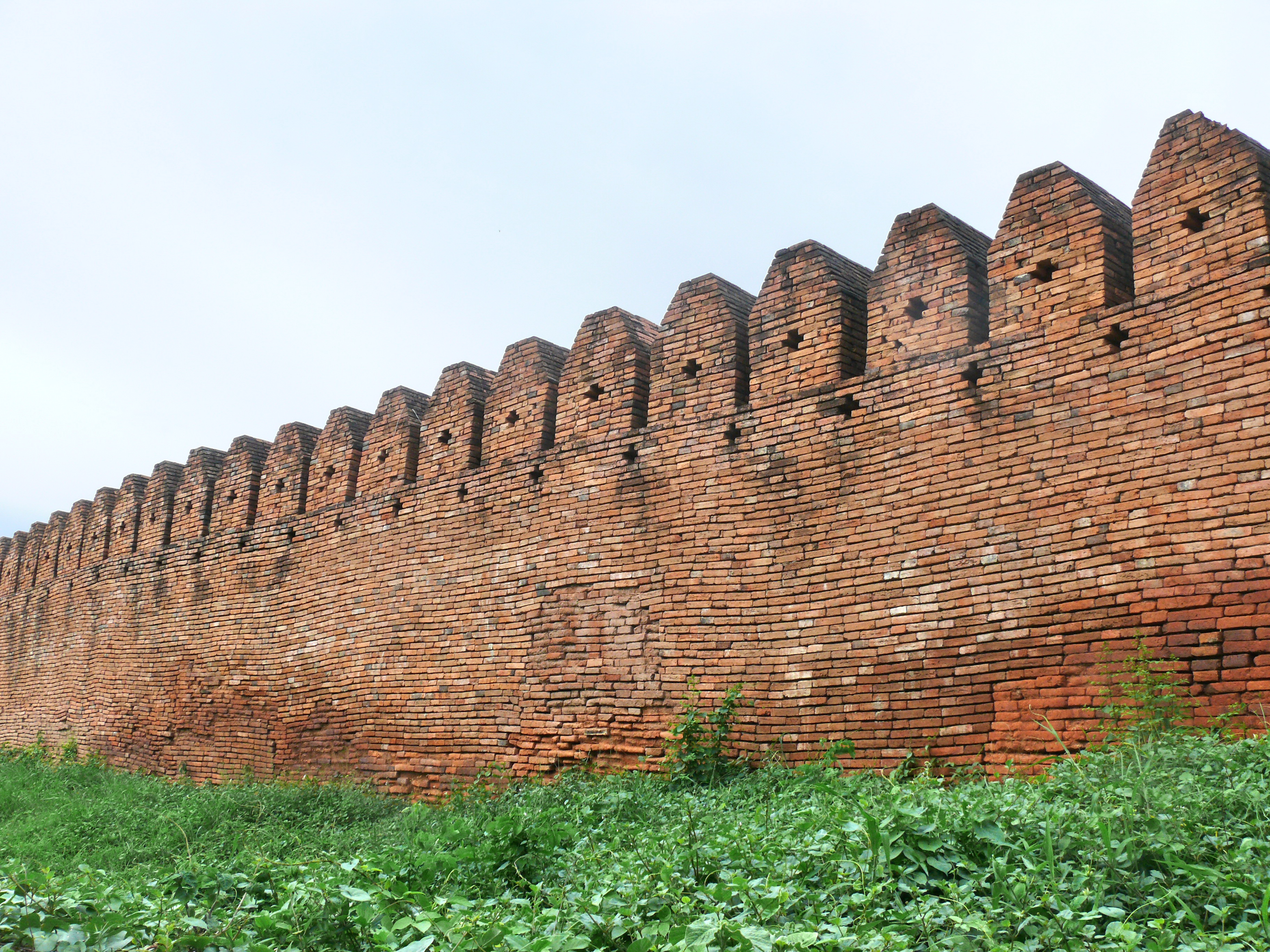